# Musa beccarii
A Musa beccarii az egyszikűek (Liliopsida) osztályának a gyömbérvirágúak (Zingiberales) rendjébe, ezen belül a banánfélék (Musaceae) családjába tartozó faj.

## Neve
Ez a banánfaj a tudományos fajnevét az olasz Odoardo Beccari természettudósról kapta.

## Előfordulása

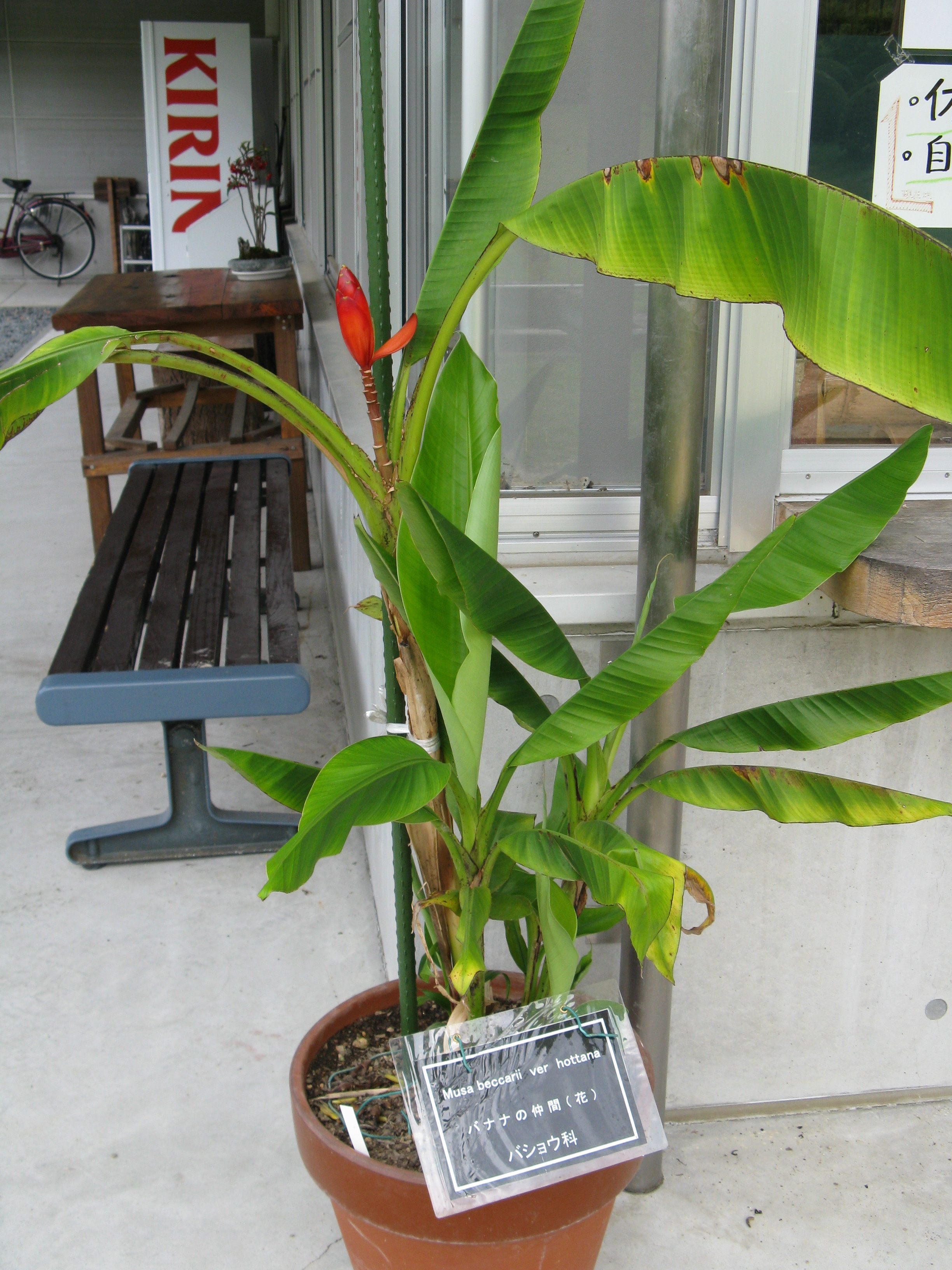
A banán szobanövényként

A Musa beccarii Borneó északi részéről származik; a Malajziához tartozó Sabah nevű szövetségi államban őshonos. Manapság világszerte dísznövényként termesztik.

## Alfajai
- Musa beccarii subsp. beccarii autonym
- Musa beccarii subsp. hottana Häkkinen

## Megjelenése
A növény virágzata keskeny és rikító skarlátvörös, zöld végekkel. A gyümölcse zöld és szintén keskeny, vékony.

### Fordítás
Ez a szócikk részben vagy egészben  a   Musa beccarii című angol Wikipédia-szócikk ezen változatának fordításán alapul.  Az eredeti cikk szerkesztőit annak laptörténete sorolja fel. Ez a jelzés csupán a megfogalmazás eredetét és a szerzői jogokat jelzi, nem szolgál a cikkben szereplő információk forrásmegjelöléseként.